# نشانه‌های معنایی
نشانه‌های معنایی (انگلیسی: semiotics Meaning)، رمز در لغت به معنی ایماء، اشاره و علامت است. نشانه‌های معنایی در معنی‌شناسی فلسفی، هر آنچه بر غیر خود دلالت کند گویند.

## نماد
نماد نشانه ای است که میان صورت و معنی اش رابطه ای قرار دادی وجود داشته باشد. مانند حلقه ای در انگشت به معنی «ازدواج».

## نشانه معنایی درزبان‌شناسی
نشانهٔ قراردادی برای این که بتواند در زبان به کار رود باید بتواند علاوه بر نماد بودن، نقش یک نشان (symptom) و یک علامت (signal) را نیز ایفا کند. این به آن معنی است که نشانه باید به عنوان نماد، به موضوعی در جهان خارج دلالت کند؛ و به عنوان یک نشان، اطلاعاتی دربارهٔ فرستنده به دست دهد. و به عنوان یک علامت، گیرنده را وادار سازد تا به تعبیر آن نشانه بپردازد یا واکنشی در برابرش نشان دهد.

## جهان نشانه‌ها و رمزهای الهی
اراده خدا برای گشودن راه ارتباط مستقیم میان خود و نوع بشر به صورت تنزیل نشانه‌ها است.
همهٔ افراد بشر در بحبوحهٔ جهان نشانه ها و رمزهای الهی زندگی می‌کنند و هر کس که قابلیت فکری و روحی برای تعبیر این نشانه‌ها را داشته باشد، به آنها دسترسی دارد.

## خدایی که رمز و علامت می‌دهد
خدایی که معبدش در دلفی (نیایشگاه دلفی) است حرف نمی‌زند، پنهان نمی‌کند. ولی علامت می‌دهد.

## دلالت و رمز و نماد و نشانه‌ها از وراء حجاب
بشری که با نشانه و علامتی که بدان نشانه می‌داند پروردگارش با وی سخن می‌گوید. خدا با او در اشیاء تکلم می‌کند.

## مظاهر اراده الهی
انسان آگاه، فعال و لاینقطع چشم به راه مظاهر روح دارد. این مظاهر را اشاره‌های الهی یا نشانه‌ها یا شگون می‌نامند.
نیروی فراگیر اراده الهی جامع است، که خود را به‌طور متفاوت در چیزهای مختلفی متجلی می‌سازد. این انرژی با انسان ارتباط برقرار می‌کند.